# Grattacieli di Napoli

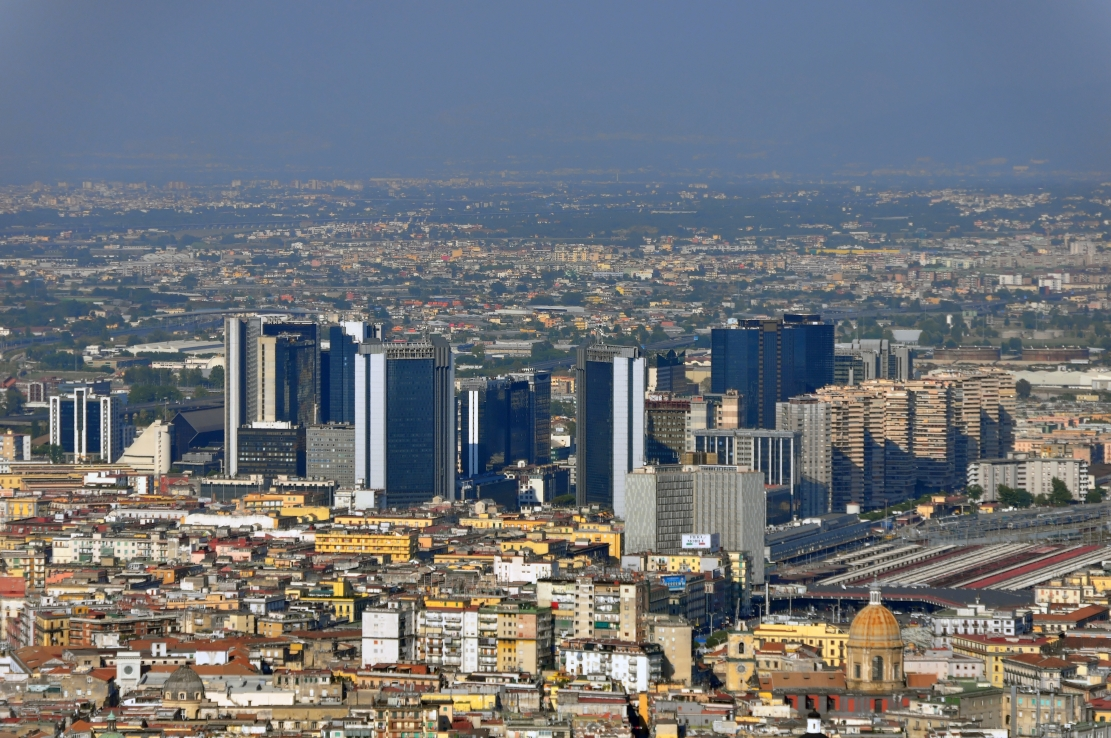
Centro Direzionale di Napoli dall'alto.

Questa è una lista dei grattacieli più alti di Napoli ordinati per altezza. Per altezza generalmente si intende quella strutturale, o dal piano stradale al tetto (height to roof) detta anche architetturale. Ciononostante esistono classificazioni alternative che tengono conto delle strutture sommitali quali pannelli, antenne, guglie o altro purché integrate nell'edificio (height to pinnacle).
Il grattacielo più elevato di Napoli è la Torre Telecom Italia (129 m).

## Elenco
| #  | Immagine | Nome                                         | Altezza (m) | Piani | Anno di completamento | Note                       |
| -- | -------- | -------------------------------------------- | ----------- | ----- | --------------------- | -------------------------- |
| 1  |          | Torre Telecom Italia                         | 129         | 33    | 1995                  | Uffici                     |
| 2  |          | Torre ENEL I                                 | 122         | 33    | 1996                  |                            |
| 3  |          | Torre ENEL II                                | 122         | 33    | 1996                  |                            |
| 4  |          | Torre Francesco                              | 118         | 34    | 1996                  |                            |
| 5  |          | Torre Saverio                                | 118         | 34    | 1996                  |                            |
| 6  |          | Torre del Consiglio regionale della Campania | 115         | 29    |                       |                            |
| 7  |          | Tribunale di Napoli                          | 112,5       | 29    | 1997                  |                            |
| 8  |          | Ambassador's Palace Hotel                    | 100         | 33    | 1957                  |                            |
| 9  |          | Edificio Eni-Italgas                         | 88          |       |                       |                            |
| 10 |          | Torre della Giunta Regione Campania          | 88          |       |                       |                            |
| 11 |          | Holiday Inn Hotel                            | 82,6        |       |                       |                            |
| 12 |          | Edificio E3                                  | 75          | 20    |                       |                            |
| 13 |          | Torre del Secondo Policlinico di Napoli      | 74          | 21    | 1971                  | Uffici e laboratori medici |
| 14 |          | Banco di Napoli I                            | 70          | 18    | 1993                  | Uffici                     |
| 15 |          | Banco di Napoli II                           | 70          | 18    | 1993                  | Uffici                     |